# Louis Lavauden
Louis Lavauden (Grenoble, 19 juni 1881 – Anjou, 1 september 1935) was een Franse bosbouwkundige en zoöloog.

## Biografie
Na zijn opleiding aan de École nationale des eaux et forêts (hogere beroepsopleiding in bosbouw- en waterbouwkunde) werkte hij enkele jaren binnen Frankrijk en in Afrika. Tijdens de Eerste Wereldoorlog was hij officier bij een regiment jagers (infanterie).
Na de oorlog was hij twee jaar lang bosbouwkundig inspecteur in (Frans) Tunesië. In 1925 was hij deelnemer aan een van de eerste gemotoriseerde passages door de Sahara naar het Tsjaadmeer en Dahomey. Tussen 1928 en 1931 is hij bosbouwkundig inspecteur in Madagaskar. In de laatste jaren van zijn leven is hij docent algemene en toegepaste zoölogie in Parijs aan de landbouwhogeschool.

## Zijn nalatenschap
Lavaden was bijzonder geïnteresseerd in de Afrikaanse vogels en zoogdieren, met name soorten uit Madagaskar. Maar hij schreef ook artikelen over de fauna van de Alpen en droeg specimens bij aan de collectie van het natuurmuseum van Grenoble. Hij beschreef diverse nieuwe (onder)soorten zoogdieren vogels zoals de halfaap Perriers sifaka (Propithecus perrieri) en een ondersoort van de mierencivetkat (Eupleres goudotii major), verder ondersoorten van de bosrotslijster, Monticola sharpei erythronotus, grote vasapapegaai (Coracopsis vasa drouhardi) en kuifibis (Lophotibis cristata urschi).

## Publicaties (selectie)
- La chasse et la faune cynégétique en Tunisie. Tunis, Imprimerie Guinle, 1920. 40 pages.
- Les vertébrés du Sahara. Paris, 1926. 200 pages, 2 cartes.
- Essai sur l'histoire naturelle du lynx. Grenoble, Imprimerie Allier, 1930. 108 pages, 4 planches.

## Bron
- Dit artikel of een eerdere versie ervan is een (gedeeltelijke) vertaling van het artikel Louis Lavauden op de Franstalige Wikipedia, dat onder de licentie Creative Commons Naamsvermelding/Gelijk delen valt. Zie de bewerkingsgeschiedenis aldaar.
- Dit artikel of een eerdere versie ervan is een (gedeeltelijke) vertaling van het artikel Louis Lavauden op de Duitstalige Wikipedia, dat onder de licentie Creative Commons Naamsvermelding/Gelijk delen valt. Zie de bewerkingsgeschiedenis aldaar.

- Bibliothèque nationale de France: cb110209099 (data)
- Catàleg d'autoritats de noms i títols de Catalunya: 981058526403606706
- Gemeinsame Normdatei: 1124801006
- International Standard Name Identifier: 0000 0001 2139 2881
- Base Léonore: LH//1505/30
- Nederlandse Thesaurus van Auteursnamen: 190090812
- Système universitaire de documentation: 080137024
- Virtual International Authority File: 73845960
- WorldCat: E39PBJy8tgKpFTXdtkHb7jmPQq